# Birgitte Stampe
Birgitte Stampe (født 6. december 1945) er en forhenværende dansk politimester og tidligere chef for Politiets Efterretningstjeneste (PET).
Stampe er uddannet cand.jur. fra Københavns Universitet i 1972.
Hun var først fuldmægtig (1972–1975) i Københavns Politi, derefter fuldmægtig hos Rigspolitichefen (1975–1979), medhjælper hos Statsadvokaten for Sjælland (1975–1979), og politiassessor hos Rigspolitichefen (1981–1984), før hun blev vicepolitimester (1984–1988) og siden politimester (1988).
Stampe var chef for PET 1993–2002, og var således chef under Terrorangrebet den 11. september 2001.
Efter PET blev hun politimester i Lyngby og senere i Hillerød.